# American Music Records
American Music Records je americké hudební vydavatelství, specializující-se na New Orleans jazz. Vydavatelství založil William Russell v roce 1944. S tímto vydavatelstvím spolupracovali například John Handy a George Lewis.